# Јуџин Грација
Јуџин „Џин” Грација (енгл. Eugene "Gene" Grazia; Вест Спрингфилд, 29. јул 1934 − 9. новембар 2014) био је амерички хокејаш на леду италијанског порекла. Играо је на позицијама крилног нападача.
Као члан сениорске репрезентације Сједињених Држава освојио је златну олимпијску медаљу на ЗОИ 1960. у америчком Скво Валију. Играчку каријеру започео је у италијанском Интеру из Милана, а пре него што је заиграо у Сједињеним Државама играо је и за сениорску репрезентацију Италије на светском првенству 1953. године.